# Oni (videogioco)
Oni è un videogioco d'azione realizzato da Bungie West, una divisione di Bungie, e pubblicato nel 2001. Fu uno dei primi giochi a unire il genere sparatutto in terza persona a quello del combattimento corpo a corpo, e proprio per questo nel 1999, mentre era ancora in fase di sviluppo, vinse il Game Critics Award per il miglior gioco d'azione/avventura.
L'universo del gioco trae ispirazione dall'universo del media franchise Ghost in the Shell di Masamune Shirow. Inoltre, Konoko (la protagonista) e il comandante Griffin assomigliano ai personaggi Motoko Kusanagi (protagonista di Ghost in the Shell) e Daisuke Aramaki.

## Trama
Oni si svolge in un distopico 2032: la Terra è diventata talmente inquinata che poche zone di essa rimangono abitabili. Per risolvere le crisi economiche internazionali, le varie nazioni si sono unite in un'unica coalizione, detta "Coalizione del Governo Mondiale" (World Coalition Government, WCG), che comprende l'80% dei paesi del mondo. Il governo mente alla popolazione, nascondendo che quelle che vengono chiamate "Riserve Incontaminate" sono in realtà zone pericolosamente tossiche, pur mantenendo la popolazione chiusa all'interno delle città sicure, che utilizzano centri di conversione atmosferici per rendere l'aria avvelenata respirabile. Il WGC è basato su un sistema di classe ristretto, dando più attenzioni alla classe superiore, e meno alle cosiddette "regioni del terzo mondo". 
Il Governo possiede la tecnologia per invertire la maggior parte dei danni ambientali, ma non la utilizza per poter mantenere la classe superiore al potere, in più le numerose perdite civili che si verificano nelle regioni del terzo mondo aiutano al problema della sovrappopolazione. Inoltre scoraggia l'utilizzo della tecnologia, e utilizza una speciale forza di polizia, nota come "Task Force Crimini Tecnologici" o "TFCT" (Tech Crimes Task Force, TCTF) per reprimere l'opposizione. L'opposizione primaria è un'organizzazione terroristica conosciuta come "l'Organizzazione", comandata dal misterioso Muro.
Konoko è una ragazza che lavora per la TFCT, sotto la supervisione del comandante regionale Terrence Griffin, ed è in comunicazione neurale costante con un androide di nome Shinatama. Griffin si consulta spesso con lo scienziato Dr. Kerr, che esprime più volte dubbi sull'invio di Konoko sul campo.
Il primo incarico di Konoko è quello di infiltrarsi in un magazzino che l'Organizzazione utilizza per i suoi traffici illeciti. La TFCT aveva precedentemente inviato una talpa di nome Chung per indagare, ma non è riuscito a fare rapporto. All'interno del magazzino Konoko trova il corpo senza vita di Chung; i suoi appunti portano la giovane ad una società di nome Musashi. Mentre indaga presso la sede della Musashi, Konoko sospetta che l'Organizzazione abbia intenzionalmente inserito le note sul PDA di Chung per portare la TFCT fuori strada, creando un diversivo. 
Griffin conferma che l'Organizzazione sta attaccando la sede di una società di nome Vago Biotech. Konoko si dirige sul posto e combatte contro il braccio destro di Muro, un umano potenziato di nome Barabas, che lei sconfigge prima che scappi. Konoko si fa strada dentro l'edificio, ed insegue Muro fino all'aeroporto regionale di Vansam. La giovane pianta un dispositivo di tracciamento sull'aereo di Muro prima che decolli. 
A bordo, un membro dell'Organizzazione informa Muro che hanno monitorato Konoko, e che hanno scoperto che ha un collegamento neurale con Shinatama, che interessa Muro. La TFCT perde il segnale dal dispositivo di tracciamento, permettendo a Muro di fuggire. Poco dopo, l'Organizzazione attacca la sede regionale della TFCT. Konoko e i vari agenti tentano di respingere i soldati dell'Organizzazione, ma non riescono a impedire il rapimento di Shinatama. Sul tetto del quartier generale, Konoko si batte nuovamente contro Barabas, eliminandolo. Contro la volontà di Griffin, decide di salvare Shinatama da sola, dirigendosi presso un centro di conversione atmosferica, dove Muro sta torturando Shinatama. 
Una volta trovata Shinatama, essa rivela che il vero nome di Konoko è Mai Hasegawa, e che è stata potenziata tecnologicamente, rendendola molto più forte e più resistente rispetto agli altri. Griffin diviene preoccupato del fatto che Konoko sta diventando troppo potente e che può diventare una minaccia se la sua crescita viene lasciata incontrollata, e fa scattare il meccanismo di auto-distruzione di Shinatama, nel tentativo di uccidere Konoko che però fugge appena in tempo e decide di scoprire la sua vera identità.
Ricercata dalla TFCT stessa, Konoko si dirige agli uffici dello Stato Regionale, nella speranza di trovare il suo fascicolo personale. Prima che possa recuperarlo però, il file viene rubato da un ninja dell'Organizzazione di nome Mukade. Konoko lo insegue e lo uccide, recuperando il suo fascicolo e trovando il nome di suo padre, il Dottor Hasegawa. Konoko va al laboratorio di suo padre e legge i suoi file personali: scopre che suo padre era un professore universitario che si innamorò di una studentessa attivista di nome Jamie, che protestava contro il totalitarismo della Coalizione del Governo Mondiale. Per trovare le prove della corruzione del WCG, il Dr. Hasegawa e Jamie si avventurarono in una Riserva Incontaminata, dove Jamie si ferì accidentalmente ad una gamba. 
La ferita diventò rapidamente infetta e letale, ed Hasegawa fu costretto ad uccidere Jamie, per porre fine alle sue sofferenze. Hasegawa scrive che il mondo al di fuori delle grandi città è inesorabilmente inquinato, e che l'umanità finirà per estinguersi se non verranno messe in atto soluzioni radicali. Konoko scopre anche che il Dottor Kerr è in realtà suo zio. Rintracciato Kerr presso un laboratorio scientifico della TFCT, egli spiega che, nel tentativo di sviluppare una soluzione per l'inquinamento che minacciava l'umanità, lui e il dottor Hasegawa svilupparono un'invenzione biotecnologica chiamata "Crisalide Daodan", una cellula che potrebbe essere impiantata nel corpo umano e che si sostituirebbe ai tessuti e agli organi danneggiati, rendendo il corpo ospite eccezionalmente forte e resistente. 
Sfortunatamente, Kerr e Hasegawa non riuscirono a ricevere alcun finanziamento da qualsiasi imprenditore in maniera legale, e furono costretti a rivolgersi all'Organizzazione per ottenere i fondi. Quando i membri dell'Organizzazione vennero a conoscenza del potenziale della Crisalide, rapirono il figlio di Hasegawa, Muro, e rubarono uno dei due prototipi della Crisalide che Kerr e Hasegawa avevano sviluppato, al fine di impiantarlo in lui. Kerr portò con sé Konoko alla TFCT per proteggerla, ma Griffin gli ordinò di impiantarle l'altro prototipo di Crisalide, per garantire che la TFCT avrebbe avuto una possibilità contro Muro. Kerr e Konoko vengono interrotti da un agente TFCT che spara a Konoko, ma il dottore si mette davanti a lei per proteggerla, venendo ucciso dal colpo.
Konoko scappa dal laboratorio e si infiltra nella sede regionale della TFCT e cerca di interrogare Griffin, che però fugge rapidamente nel suo bunker sotterraneo. Konoko lo rintraccia, e scopre che ha utilizzato i resti del corpo di Shinatama per difendere sé stesso nel suo bunker. Con dispiacere, Konoko sconfigge Shinatama, che poi tenta di eliminare Griffin; Il comandante però spara a ciò che resta del cyborg, distruggendola. Konoko disarma Griffin, e al giocatore viene data la possibilità di ucciderlo o lasciarlo libero. 
Subito dopo, Konoko si infiltra nella Base Montana dell'Organizzazione, dove viene a conoscenza del piano completo del nemico: Muro sta progettando di reindirizzare tutti i centri di conversione atmosferica del mondo, al fine di inquinare le poche aree rimaste abitabili. Gli unici che potranno sopravvivere saranno quelli che pagheranno Muro per ottenere in cambio una crisalide. Konoko si rende conto che la sua unica speranza è quella di distruggere alcuni dei centri di conversione atmosferica prima che il piano di Muro raggiunga il completamento, che farà risparmiare alcune delle rimanenti città (ma a costo di milioni di vite). 
Da quel momento, Konoko affronta Muro: se il giocatore avesse deciso di lasciare Griffin in vita alla fine del capitolo precedente, lui e diversi agenti della TFCT arriveranno in aiuto per sconfiggere Muro; in caso contrario, Konoko combatterà contro Muro da sola, e la Crisalide all'interno di Muro lo trasformerà in un mostro gigantesco.
Dopo aver sconfitto Muro, si vedrà Konoko camminare sulle rovine di una delle città che venne distrutta in seguito alla distruzione dei convertitori atmosferici: pensa al fatto che la Crisalide cambierà l'umanità irrevocabilmente, e spera che sia per il meglio.

## Modalità di gioco
Oni unisce elementi di azione, stealth, sparatutto e picchiaduro, creando un gameplay vario e dando al giocatore la possibilità di eliminare i nemici nel modo che preferisce. Il sistema di combattimento corpo a corpo permette di eseguire varie combo attraverso diverse combinazioni di pulsanti, permettendo così al giocatore di eliminare più nemici alla volta o sconfiggere facilmente quelli più forti. In alternativa, Konoko può portare con sé un'arma per volta, che potrà prendere ai nemici sconfitti. Nel gioco sono presenti vari modelli di armi, che si dividono in due categorie: armi con proiettili balistici (ad esempio pistole, mitragliette e lanciaganate) e armi a celle di energia (fucili al plasma o a raggi laser). Per quanto riguarda il sistema di salute del personaggio, sono presenti oggetti come le iposiringhe che ripristinano l'energia, campi di forza elettromagnetici che difendono dai proiettili e mimetizzatori di fase che rendono invisibili.
Sono presenti varie categorie di nemici, ognuna delle quali ha un suo stile di combattimento corpo a corpo ed una mossa speciale.
Oni offre la possibilità, in gran parte dei livelli, di esplorare interi edifici, occupati da un considerevole numero di nemici.

## Personaggi principali
- Konoko: protagonista del videogioco, è una ragazza che fa parte della TFCT. Esperta in combattimenti corpo a corpo ed utilizzo delle armi, mostra grandi doti di intuito e perseveranza.
- Shinatama: è una AVS (Androide a Vita Simulata), unica amica di Konoko e telepaticamente connessa al suo cervello. All'inizio fornisce supporto sul campo a Konoko.
- Comandante Griffin: è il comandante regionale della TFCT.
- Dottor Kerr: è uno scienziato della TFCT.
- Muro: il capo dell'Organizzazione.
- Barabas: il braccio destro di Muro dell'Organizzazione.

## Accoglienza
Keith Stuart di The Guardian considerò Oni come uno dei trenta migliori videogiochi dimenticati nel corso del tempo. Su Metacritic la versione PC ricevette un'accoglienza mista/positiva con una valutazione finale di 73%.